# Cantonul Ramerupt
Cantonul Ramerupt este un canton din arondismentul Troyes, departamentul Aube, regiunea Champagne-Ardenne, Franța.

## Comune
| Comune                | Populație (1999) | Cod poștal | Cod INSEE |
| --------------------- | ---------------- | ---------- | --------- |
| Avant-lès-Ramerupt    | 151              | 10240      | 10021     |
| Brillecourt           | 86               | 10240      | 10065     |
| Chaudrey              | 154              | 10240      | 10091     |
| Coclois               | 181              | 10240      | 10101     |
| Dampierre             | 300              | 10240      | 10121     |
| Dommartin-le-Coq      | 64               | 10240      | 10127     |
| Dosnon                | 96               | 10700      | 10130     |
| Grandville            | 91               | 10700      | 10167     |
| Isle-Aubigny          | 147              | 10240      | 10174     |
| Lhuître               | 254              | 10700      | 10195     |
| Longsols              | 125              | 10240      | 10206     |
| Mesnil-la-Comtesse    | 41               | 10700      | 10235     |
| Mesnil-Lettre         | 57               | 10240      | 10236     |
| Morembert             | 46               | 10240      | 10257     |
| Nogent-sur-Aube       | 337              | 10240      | 10267     |
| Ortillon              | 34               | 10700      | 10273     |
| Pougy                 | 269              | 10240      | 10300     |
| Ramerupt              | 372              | 10240      | 10314     |
| Saint-Nabord-sur-Aube | 124              | 10700      | 10354     |
| Trouans               | 222              | 10700      | 10386     |
| Vaucogne              | 78               | 10240      | 10398     |
| Vaupoisson            | 143              | 10700      | 10400     |
| Verricourt            | 42               | 10240      | 10405     |
| Vinets                | 170              | 10700      | 10436     |